# Tennistoernooi van Eastbourne

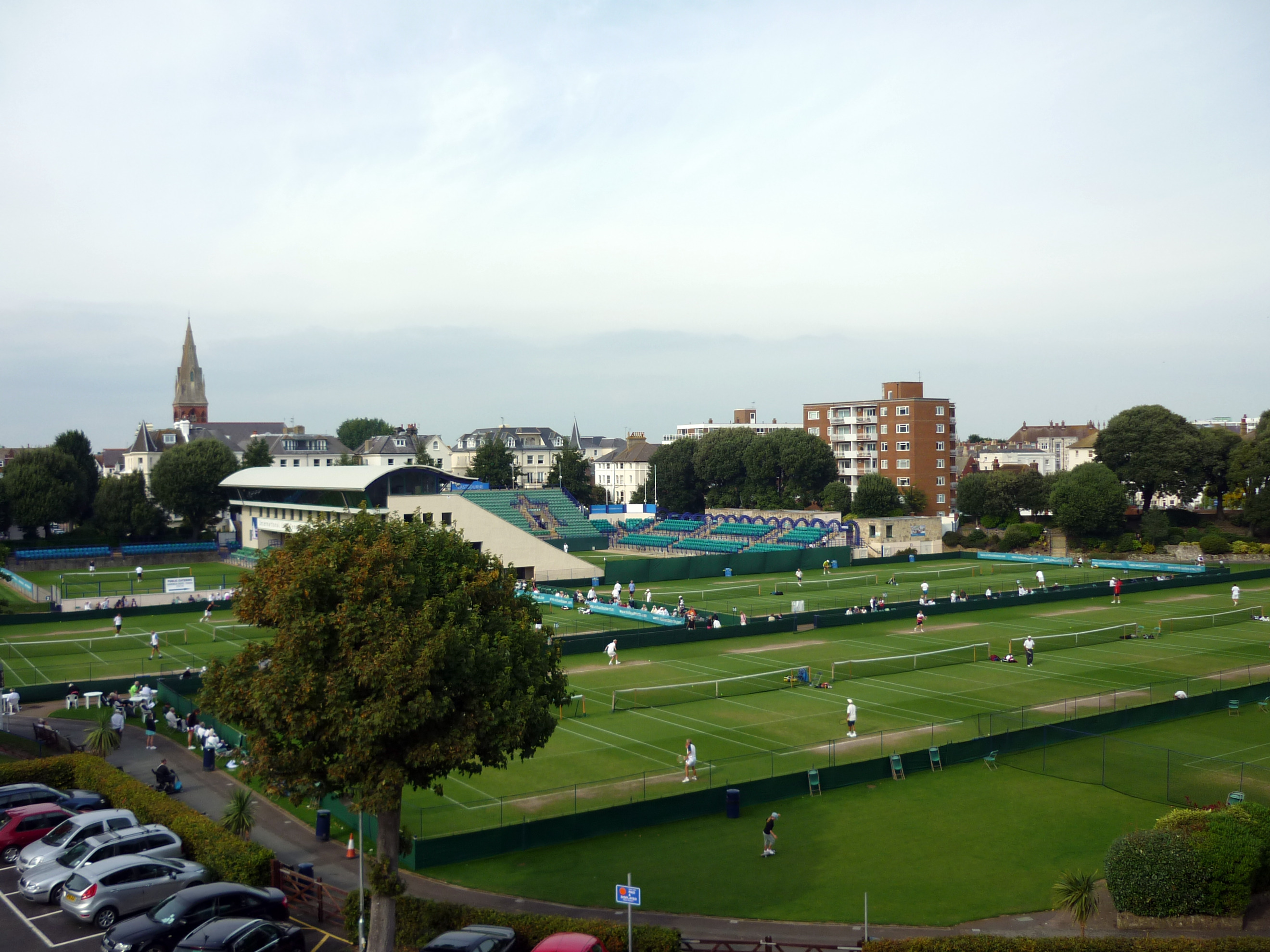
Devonshire Park Lawn Tennis Club

Het tennistoernooi van Eastbourne is een jaarlijks terugkerend toernooi dat wordt gespeeld op de grasbanen van de Devonshire Park Lawn Tennis Club in de Engelse kustplaats Eastbourne. De officiële naam van het toernooi is Nature Valley International.
Gewoontegetrouw vindt dit toernooi plaats in de week voorafgaand aan het enige grandslamtoernooi op gras, Wimbledon. Dit biedt de gelegenheid aan de deelnemers om (weer) te wennen aan deze speciale tennisondergrond, waarop velen de rest van het jaar niet spelen.
Het toernooi bestaat uit twee delen:
- WTA-toernooi van Eastbourne, het toernooi voor de vrouwen (sinds 1974)
- ATP-toernooi van Eastbourne, het toernooi voor de mannen (2009–2014 en terug vanaf 2017)

ATP-toernooi van Eastbourne – WTA-toernooi van Eastbourne

2009 · 2010 · 2011 · 2012 · 2013 · 2014 · 2015 · 2016 · 2017 · 2018 · 2019 · 2020 · 2021 · 2022 · 2023 · 2024